# Gleditsia aquatica
Alligatorkorstörne, Gleditsia aquatica, är en ärtväxtart som beskrevs av Humphry Marshall. Gleditsia aquatica ingår i släktet Gleditsia och familjen ärtväxter. Inga underarter finns listade i Catalogue of Life.

## Bildgalleri

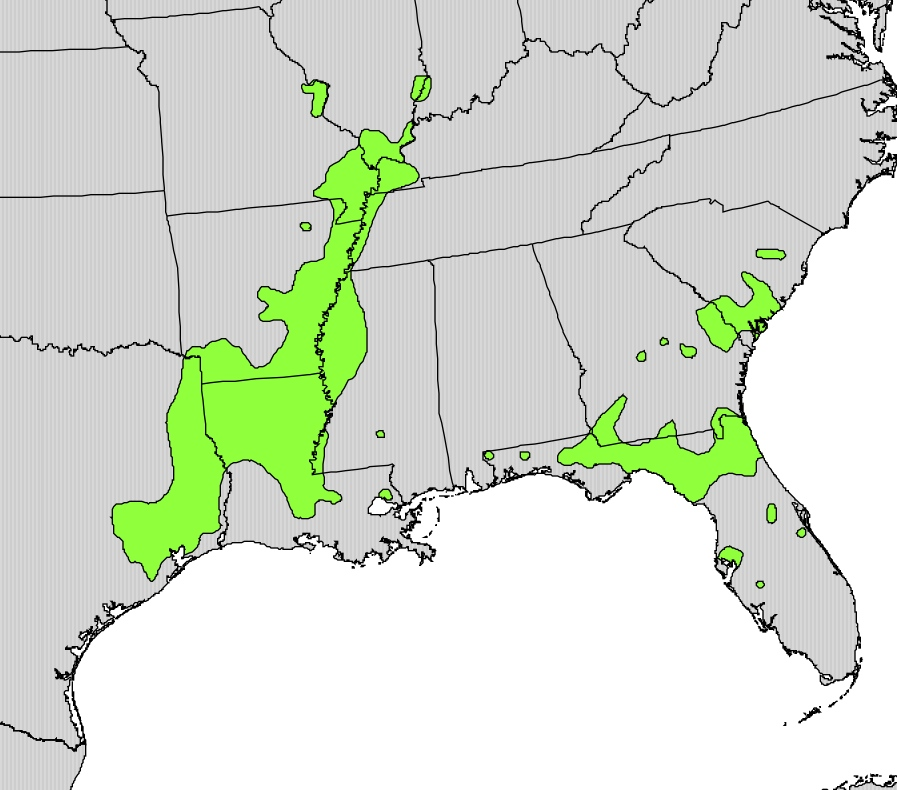